# Sandra Schumacher
Sandra Schumacher, później Kratz (ur. 25 grudnia 1966 w Stuttgarcie) – niemiecka kolarka szosowa, brązowa medalistka olimpijska oraz brązowa medalistka mistrzostw świata.

## Kariera
Pierwszy sukces w karierze Sandra Schumacher osiągnęła w 1984 roku, kiedy zdobyła brązowy medal w indywidualnym wyścigu ze startu wspólnego podczas igrzysk olimpijskich w Los Angeles. W zawodach tych wyprzedziły ją tylko dwie reprezentantki Stanów Zjednoczonych: Connie Carpenter i Rebecca Twigg. Był to jedyny medal wywalczony przez Schumacher na międzynarodowej imprezie tej rangi. Trzecie miejsce w tej samej konkurencji zajęła również na mistrzostwach świata w Giavera del Montello w 1985 roku, gdzie uległa Jeannie Longo z Francji i Włoszce Marii Canins. Ponadto triumfowała w klasyfikacji generalnej czeskiego Krasna Lipa Tour w 1993 roku, a dwa lata później była trzecia w niemieckim Thüringen-Rundfahrt. W latach 1984 i 1985 zdobywała mistrzostwo kraju w swej koronnej konkurencji.